# Жить (песня)
Жить (#Жить) — песня и видеоклип, созданные по идее композитора Игоря Матвиенко. По словам Матвиенко, музыка была написана им под влиянием эмоций, испытанных после авиакатастрофы над Синайским полуостровом. Авторы текста: Валерий Селезнёв, Игорь Матвиенко, Александр Шаганов, Джахан Поллыева и Тимати.
Песня является частью социального проекта «Жить» (сайт жить.рф), суть которого заключается в поддержке людей, оказавшихся в сложных жизненных ситуациях и буквально балансирующих на грани жизни и смерти.
В конце 2016 года песня была исполнена в качестве финальной песни участниками пятого сезона шоу «Голос».

## Видеоклипы
На песню был снят клип с участием более чем 27 артистов. Впервые он был показан в октябре 2016 года в конце одного из выпусков программы «Голос». В первые дни после своей публикации в Интернете он занимал первое место в разделе «Набирающие популярность» на YouTube.
Клип показывался, в частности, в эфире «Первого канала» перед информационными программами в дни следующих общенациональных трауров:
- 25 и 26 декабря 2016 года в связи с катастрофой Ту-154 в Сочи.
- 28 марта 2018 года в связи с пожаром в торговом центре «Зимняя вишня».
- 24 марта 2024 года в связи с терактом в «Крокус Сити Холле».

На конец августа 2024 года видеоклип к песне на портале YouTube посмотрели более 58 миллионов раз.

## Исполнители
Песню исполнили 27 артистов.
Список артистов по порядку появления в клипе:
1. Григорий Лепс
2. Александр Ф. Скляр
3. Полина Гагарина
4. Евгений Маргулис
5. Юлия Самойлова
6. Гарик Сукачев
7. Ольга Кормухина
8. Владимир Кристовский (группа Uma2rmaH)
9. Татьяна Ткачук (группа Моя Мишель)[4]
10. Александр Маршал (экс-группа Парк Горького)
11. Светлана Назаренко (более известная как Ая, группа Город 312)
12. Кэти Топурия (группа А’Студио)
13. пианист Даниил Харитонов
14. оперная певица Хибла Герзмава
15. оперный певец Ильдар Абдразаков
16. Николай Расторгуев (группа Любэ)
17. Сергей Галанин (группа СерьГа)
18. Виктория Дайнеко
19. DJ Smash
20. Сергей Мазаев (группа Моральный Кодекс)
21. Владимир Шахрин (группа Чайф)
22. Хор, слева - Варвара Визбор (4:12), справа - Байгали Серкебаев (группа А’Студио)
23. Данил Плужников (победитель проекта Голос. Дети)
24. Тимати
25. Мот
26. Алексей Белов (лидер экс-группы Парк Горького)
27. Валерий Сюткин (принял участие в записи песни, в клипе отсутствует).

И многие другие — указано в описании клипа.